# Hồ Licancabur
Hồ Licancabur là một hồ miệng núi lửa ở Chile, nằm trong núi Licancabur ở tỉnh El Loa, vùng Antofagasta. Nó nằm gần với điểm dân cư San Pedro de Atacama và cũng rất gần ranh giới giữa Chile và Bolivia. Đây được xem là một trong những hồ có vị trí cao nhất, ở độ cao 5.900 m (19.400 ft).
Hồ được những người leo núi phát hiện năm 1953, khi đó nó có chiều dài 85 mét (280 ft). Hiện tại, có chỉ thoát nước nhờ bốc hơi và thấm nước qua đất. Diện tích bề mặt là 7.000 mét vuông (75.000 foot vuông) năm 2002; nhưng mực nước thay đổi theo thời gian.
Nước trong hồ là nước lợ; nhiệt độ nước 1,4–4,3 °C (34,5–39,7 °F), nhiệt độ 6 °C (43 °F) ghi nhận ở đáy hồ năm 2006 có thể là do địa nhiệt. Khí hậu địa phương khô, lạnh và nắng nhiều. Điều này đã khiến môi trường trong hồ được so sánh với của Sao Hỏa. Mặc cho những điều kiện này, trong hồ vẫn có một hệ sinh thái gồm vi khuẩn, vi khuẩn cổ, động vật giáp xác và thậm chí ruồi nhuế.